# 清藤哲夫
清藤 哲夫（せいとう てつお、1949年 - 2020年12月26日）は、青森県弘前市で事業を展開し、地元経済界の主導的役割を担って地域振興に尽した、日本の経営者。弘前公益社やアップルウェーブ、アップルコミュニケーションズで代表取締役を務め、弘前観光コンベンション協会会長、弘前商工会議所会頭などを歴任した。

## 経歴
弘前市生まれ。生家は冠婚葬祭に関わる造花を扱う「清藤造花店」を営んでいた。
青森県立弘前高等学校から、法政大学に進んだが、中途退学して帰郷した。
家業に従い、1981年に事業を株式会社組織化して、弘前公益社代表取締役となり、以降、総合的な葬祭業への展開を進めた。
地元の経済界における役職としては、弘前商工会議所では1998年から副会頭を18年、2016年からは会頭となったほか、2006年から弘前観光コンベンション協会会長を10年間務めた（以降は、顧問）。
1998年に商工会議所を中心にコミュニティ放送局の開設に向けた取り組みが進められた際には、新たに設立されたアップルウェーブや関連事業の代表取締役社長となり、経営基盤の確立に努めた。
青森県観光連盟副理事長、全日本葬祭業協同組合連合会副会長、青森県葬祭事業協同組合理事長なども歴任した。
コロナ禍の中、新型コロナウイルスに感染して入院したが、最期は多臓器不全により死去した。
没後には、日本商工会議所の推薦により正六位、旭日小綬章が追贈された。
商工会議所会頭としての清藤は、弘前大学への様々な支援をおこなっていたが、死去を受けて弘前大学は、学長と学生代表の連名で「弘前商工会議所会頭 故清藤哲夫様を偲んで」と題する告知を公開した。